# 莫哈末道兰
莫哈末道兰·末拉苏尔（1942年2月23日—2025年1月27日），亦称莫哈末道然，马来西亚政治人物，伊斯兰党籍，曾经担任吉打州立法议会武吉拉雅（1999年至2004年）、多皆区州议员（2004年至2018年），以及吉打州行政议员（2008年至2013年）。